# Años 610
Los años 610 o década del 610 empezó el 1 de enero del 610 y terminó el 31 de diciembre del 619. 

## Acontecimientos
- Gundemaro sucede a Witerico como rey de los visigodos en el año 610.
- Sisebuto sucede a Gundemaro como rey de los visigodos en el año 612; reinará hasta 621.
- Adeodato I sucede a San Bonifacio IV como papa el año 615.
- Bonifacio V sucede a Adeodato I como papa en el año 619.
- Isidoro de Sevilla escribe De viris illustribus (615-618) e Historia Gothorum (619).
- Sitio de Jerusalén (614).